# Antioch (Kalifornia)
Antioch város az USA Kalifornia államában, Contra Costa megyében. Lakosainak száma 115 291 fő (2020. április 1.).

## Népesség
A település népességének változása:
| Lakosok száma | 700  | 102 372 | 115 291 |
|               | 1870 | 2010    | 2020    |